# Kurz
Kurz ist ein Familienname, der vor allem im deutschsprachigen Raum verbreitet ist.

## Familien
- Kurz von Senftenau, auch Kurtz, schwäbische Adelsfamilie

## Namensträger

### A
- Adolf Kurz (1888–1959), deutscher Ringer
- Albert Kurz (1886–1948), Schweizer Hydrobiologe und Pädagoge
- Alexander Kurz (* 1961), Rechtsanwalt und Verwaltungswissenschaftler
- Alfred Kurz (Theologe) (1870–1958), deutscher Theologe und Pfarrer
- Alfred Kurz (Bildhauer) (1929–2015), österreichischer Bildhauer
- Andrea Kurz (* 1962), österreichische Anästhesistin und Intensivmedizinerin
- Andreas Kurz (Politiker) (1894–1976), deutscher Politiker, MdL
- Andreas Kurz (Musiker) (* 1979), deutscher Jazzmusiker
- Annette Kurz (* 1967), deutsche Bühnenbildnerin
- Anton Kurz (Journalist) (1772–1849), deutscher Regierungsrat und Redakteur
- Anton Kurz (Politiker), Mitglied des Bayerischen Landtages (Königreich, 1. Wahlperiode)
- Anton Kurz (Theologe) (1837–1900), tschechischer Theologe, Rektor der Deutschen Universität Prag 1898–1899
- Anton Kurz (Widerstandskämpfer) (1906–1942), deutscher kommunistischer Widerstandskämpfer gegen den NS-Staat

### B
- Bastian Kurz (* 1996), deutscher Fußballspieler
- Bernhard Kurz (* 1951), deutscher Musikproduzent
- Blasius Kurz (1894–1973), deutscher Franziskaner
- Bruno Kurz (* 1957), deutscher Maler

### C
- Carl Heinz Kurz (1920–1993), deutscher Lehrer, Schriftsteller und Publizist
- Christoph Albert Kurz (1806–1864), Schweizer Politiker
- Constanze Kurz (* 1974), deutsche Datenschützerin und Informatikerin

### D
- Daniel Kurz (* 1957), Schweizer Historiker und Publizist
- Dieter Kurz (* 1945), deutscher Kirchenmusikdirektor, Chorleiter und Hochschullehrer
- Dietrich Kurz (1942–2023), deutscher Sportpädagoge

### E
- Edgar Kurz (Dichter) (1853–1904), deutscher Lyriker und Arzt
- Edgar Kurz (Sportfunktionär) (* 1941), deutscher Unternehmer und Fußballfunktionär
- Elfriede Kurz (Schönheitskönigin) (auch Eva Kurz; * 1951), österreichische Schönheitskönigin
- Elfriede Kurz (Kostümbildnerin), Kostümbildnerin
- Emil Kurz (1849–1900), Schweizer Philologe und Hochschullehrer
- Emilie Kurz (1863–nach 1942), österreichische Schauspielerin
- Emma Kurz-Wilhelmi (1885–1968), deutsche Malerin und Kunsterzieherin
- Erich Kurz (1895–1944), deutscher Widerstandskämpfer
- Ernst Kurz (1935–2021), österreichischer Politiker (ÖVP)
- Erwin Kurz (Politiker) (1846–1901), Schweizer Politiker (FDP)
- Erwin Kurz (Bildhauer) (1857–1931), deutscher Bildhauer und Hochschullehrer
- Eugen Kurz (1917–2006), deutscher Verlagsgeschäftsführer
- Eva-Maria Kurz (1944–2023), deutsche Psychologin und Schauspielerin
- Evi Kurz (* 1955), deutsche Fernsehjournalistin, Filmproduzentin und Buchautorin

### F
- Franz Kurz (Historiker) (1771–1843), österreichischer Musiker und Historiker
- Franz Kurz (Politiker, 1873) (1873–1945), österreichischer Politiker (SDAP), Wiener Landtagsabgeordneter
- Franz Kurz (Politiker, 1920) (1920–2003), österreichischer Politiker (SPÖ), Burgenländischer Landtagsabgeordneter
- Franz Kurz (Politiker, 1932) (1932–2003), österreichischer Politiker (SPÖ), Salzburger Landtagsabgeordneter
- Friedrich Kurz (* 1948), deutscher Musicalproduzent
- Fritz Kurz (1877–1955), österreichischer Alpinist und Dichter

### G
- Georg Kurz (Geistlicher, um 1640) (um 1640–1704), österreichischer Geistlicher, Abt von Beuron
- Georg Kurz (Geistlicher, 1912) (1912–1977), deutscher Ordensgeistlicher und Theologe
- Georg Kurz (Chemiker) (1929–2005), Lebensmittelchemiker
- Georg Kurz (Politiker) (* 1993), deutscher Politiker, Sprecher der Grünen Jugend
- Georg Michael Kurz (1815–1883), deutscher Kupferstecher, Zeichner und Verleger
- Gerhard Kurz (* 1943), deutscher Literaturwissenschaftler
- Gertrud Kurz (1890–1972), Schweizer Flüchtlingshelferin
- Gotthilf Kurz (1923–2010), deutscher Buchkünstler und Hochschullehrer
- Gottlieb Kurz (1866–1952), Schweizer Archivar

### H
- Hans Kurz (Baumeister) (um 1550–1601/1608), deutscher Baumeister
- Hans-Rudolf Kurz (1915–1990), Schweizer Militärhistoriker
- Harald Kurz (1912–2002), deutscher Verkehrswissenschaftler und Hochschullehrer
- Heinrich Kurz (Bischof) († 1557), deutscher Geistlicher, Weihbischof in Passau
- Heinrich Kurz (Literaturhistoriker) (1805–1873), deutsch-schweizerischer Literaturhistoriker, Sinologe und Übersetzer
- Heinrich Kurz (Erfinder) (1862–1934), deutscher Erfinder
- Heinrich Kurz (Politiker) (1867–1934), deutscher Politiker (SPD), MdL Baden
- Heinrich Kurz (Physiker) (1943–2016), österreichischer Physiker und Hochschullehrer
- Heinrich Karl Kurz (1810–1887), deutscher Jurist und Politiker
- Heinz D. Kurz (* 1946), deutsch-österreichischer Ökonom
- Heinz R. Kurz, deutscher Eisenbahnautor
- Helmut Kurz (* 1937), deutscher Skispringer und Skisprungtrainer
- Hermann Kurz (Abt) (1723–1795), deutscher Geistlicher, Abt von Hohenfurt
- Hermann Kurz (1813–1873), deutscher Schriftsteller
- Hermann Kurz (Schriftsteller, 1880) (1880–1933), Schweizer Schriftsteller und Redaktor
- Hermann Kurz (Politiker) (1897–1980), Schweizer Politiker (SP)
- Hermann Kurz (Pharmakologe) (* 1925), deutscher Pharmakologe, Toxikologe und Hochschullehrer
- Hermann Kurz (Künstler) (1941–2006), deutscher Künstler und Grafiker
- Hilde Kurz (1910–1981), österreichisch-britische Kunsthistorikerin

### I
- Ilona Kurz (1899–1975), tschechische Pianistin und Klavierlehrerin
- Ingrid Kurz (* 1944), österreichische Dolmetscherin
- Ingrid Kurz-Scherf (* 1949), deutsche Politikwissenschaftlerin und Hochschullehrerin
- Isolde Kurz (1853–1944), deutsche Schriftstellerin
- Ivan Kurz (* 1947), tschechischer Komponist und Musikpädagoge

### J
- Jan Kurz (* 1969), deutscher Historiker, Herausgeber und Autor
- Jean-François Kurz (1933/1934–2010), Schweizer Sportfunktionär
- Johann Kurz (1913–1985), österreichischer Priester
- Johann Baptist Kurz (1881–1968), deutscher Geistlicher und Wolframsforscher
- Johann Nepomuk von Kurz (1783–1865), deutscher Pädagoge
- Josef Kurz (1934–2020), deutscher Textilchemiker und Autor
- Josef Kurz (Politiker) (1841–1919), österreichischer Landwirt und Politiker des Abgeordnetenhauses
- Joseph Felix von Kurz (genannt Bernardon; 1717–1784), österreichischer Schauspieler, Theaterschriftsteller und Impresario
- Julie Kurz (* 1983), deutsche Journalistin
- Jürgen Kurz (Autor) (* 1965), deutscher Unternehmensberater und Autor
- Jürgen Kurz (Reiter) (* 1958), deutscher Springreiter und Trainer
- Jürgen Kurz (Musiker), deutscher Musiker

### K
- Karl von Kurz (General, 1832) (1832–1920), österreichischer Feldmarschalleutnant
- Karl von Kurz (General, 1873) (1873–1946), österreichischer Generalmajor und SS-Brigadeführer
- Karl Kurz (Pädagoge) (1881–1960), deutscher Physiker und Pädagoge
- Karl Kurz (Unternehmer) (1893–1978), deutscher Fabrikant
- Karl Kurz (Fußballspieler) (1898–1933), österreichischer Fußballspieler und -trainer
- Karl Friedrich Kurz (1878–1962), deutscher Schriftsteller
- Karoline Kurz (* 1996), österreichische Tennisspielerin
- Konrad Kurz (* 1934), deutscher Bildhauer
- Kurt Kurz (* 1927), österreichischer Eishockeyspieler

### L
- Lars Kurz (* 1965), deutscher Musikproduzent, Filmkomponist und Toningenieur
- Ludwig Kurz (Musiker) (1811–1882), Schweizer Musiker und Musikpädagoge
- Ludwig von Kurz zum Thurn und Goldenstein (1850–1939), österreichischer Maler
- Ludwig Friedrich Kurz (1819–1882), Schweizer Politiker
- Ludwig Kurz (Landwirtschaftsgerät) Traktorenbau in Röhlingen ca. 1927–1939

### M
- Manu Kurz (* 1967), deutscher Komponist
- Marcel Kurz (1887–1967), Schweizer Topograf, Alpinist und Autor
- Marco Kurz (* 1969), deutscher Fußballspieler und -trainer
- Maria Kurz-Schlechter (* 1959), österreichische Skirennläuferin
- Marie Kurz (1826–1911), deutsche Adlige
- Marion Kurz (* um 1960), deutsches Fotomodell
- Martin Kurz (* 1993), deutscher Schauspieler
- Matthäus Kurz (1865–1952), österreichischer Seelsorger und Publizist
- Melanie Kurz (* 1976), deutsche Designerin und Hochschullehrerin
- Michael Kurz (1876–1957), deutscher Baumeister und Architekt

### N
- Nico Kurz (* 1997), deutscher Dartspieler

### O
- Otho Orlando Kurz (1881–1933), deutscher Architekt
- Otto Kurz (1908–1975), österreichisch-britischer Kunsthistoriker und Orientalist

### P
- Paul Kurz (Baumeister) († nach 1731), deutscher Ordensgeistlicher und Baumeister
- Paul Lang-Kurz (1877–1937), deutscher Maler und Kunsthandwerker
- Paul Konrad Kurz (1927–2005), deutscher Schriftsteller
- Peter Kurz (Politiker, 1943) (* 1943), deutscher Politiker, MdL Bayern
- Peter Kurz (Politiker, 1962) (* 1962), deutscher Politiker (SPD), ehemaliger Oberbürgermeister von Mannheim (2007–2023)

### R
- Ralf Kurz (* 1961), deutscher Romanautor
- Rob Kurz (* 1985), US-amerikanischer Basketballspieler
- Robert Kurz (1943–2012), deutscher Publizist und Journalist
- Rolf Kurz, Pseudonym von Rudolf Sinwel (1865–1947), österreichischer Lehrer, Heimatforscher und Mundartdichter
- Rolf Kurz (Politiker) (1935–2018), deutscher Unternehmer, Verbandsfunktionär und Politiker (CDU)
- Rolf Kurz (Bildhauer) (* 1980), deutscher Lehrer und Bildhauer
- Rosemarie Kurz (* 1936), Gründerin der Gesellschaft für Alters- und Seniorenstudium, Initiatorin der Montagsakademie der Universität Graz
- Rosmarie Kurz (* 1940), Schweizer Skilangläuferin
- Rudi Kurz (1921–2020), deutscher Drehbuchautor, Schauspieler und Regisseur
- Rudolf Kurz (Fabrikant) (1896–1974), deutscher Fabrikant und Kunstmäzen
- Rudolf Kurz (Fußballspieler), deutscher Fußballspieler
- Rudolf Kurz (Bildhauer) (* 1952), deutscher Bildhauer
- Rudolf Friedrich Kurz (1818–1871), Schweizer Illustrator und Maler

### S
- Sanne Kurz (Susanne Kurz; * 1974), deutsche Kamerafrau
- Sebastian Kurz (* 1986), ehemaliger österreichischer Bundeskanzler
- Selma Kurz (1874–1933), österreichische Opernsängerin (Sopran)
- Siegfried Kurz (Komponist) (1930–2023), deutscher Dirigent und Komponist
- Siegfried Kurz (Archäologe) (1952–2014), deutscher Archäologe
- Stasi Kurz (* 1931), deutsche Kostümbildnerin
- Stine Kurz (* 2000), deutsche Hockeyspielerin
- Sulpiz Kurz (Wilhelm Sulpiz Kurz; 1834–1878), deutscher Botaniker
- Susanne Kurz (* 1956), österreichische Politikerin

### T
- Thomas Kurz (* 1988), deutscher Fußballspieler
- Thomas Kurz (Diplomat) (* 1961), deutscher Diplomat
- Toni Kurz (1913–1936), deutscher Bergsteiger

### U
- Urs Lang-Kurz (1909–1998), deutsche Modefotografin
- Ursula Kurz (1923–2018), deutsche Lyrikerin

### V
- Vilém Kurz (Politiker) (1847–1902), tschechischer Politiker und Abgeordneter zum Österreichischen Abgeordnetenhaus
- Vilém Kurz (Pianist) (1872–1945), tschechischer Pianist und Musikpädagoge

### W
- Walter Kurz (* 1969), österreichischer Geologe
- Werner Kurz (* 1924), deutscher Kameramann
- Wilhelm Kurz (Manager) (1892–1938), österreichischer Tourismusmanager
- Wilhelm Sulpiz Kurz (1834–1878), deutscher Botaniker, siehe Sulpiz Kurz
- Wolfgang Kurz (* 1954), deutscher Dirigent und Komponist
- Wolfram Kurz (* 1943), deutscher evangelischer Theologe und Hochschullehrer

## Varianten
- Kurze, Kurtz
- Curtz
- Kurc